# Gran Premio de Indianápolis de Motociclismo de 2015
El Gran Premio de Indianápolis de Motociclismo de 2015 (oficialmente Red Bull Indianapolis Grand Prix) fue la décima prueba del Campeonato del Mundo de Motociclismo de 2015. Tuvo lugar en el fin de semana del 7 al 9 de agosto de 2015 en el Indianapolis Motor Speedway, situado en la ciudad de Indianapolis, Indiana, Estados Unidos.
La carrera de MotoGP fue ganada por Marc Márquez, seguido de Jorge Lorenzo y Valentino Rossi. Álex Rins fue el ganador de la prueba de Moto2, por delante de Johann Zarco y Franco Morbidelli. La carrera de Moto3 fue ganada por Livio Loi, John McPhee fue segundo y Philipp Öttl tercero.

## Resultados

### Resultados MotoGP
| Pos.    | N.º | Piloto           | Constructor | Vueltas | Tiempo    | Parrilla | Puntos |
| ------- | --- | ---------------- | ----------- | ------- | --------- | -------- | ------ |
| 1       | 93  | Marc Márquez     | Honda       | 27      | 41:55.371 | 1        | 25     |
| 2       | 99  | Jorge Lorenzo    | Yamaha      | 27      | +0.688    | 3        | 20     |
| 3       | 46  | Valentino Rossi  | Yamaha      | 27      | +5.966    | 8        | 16     |
| 4       | 26  | Dani Pedrosa     | Honda       | 27      | +6.147    | 2        | 13     |
| 5       | 29  | Andrea Iannone   | Ducati      | 27      | +21.528   | 7        | 11     |
| 6       | 38  | Bradley Smith    | Yamaha      | 27      | +21.751   | 6        | 10     |
| 7       | 44  | Pol Espargaró    | Yamaha      | 27      | +30.378   | 11       | 9      |
| 8       | 35  | Cal Crutchlow    | Honda       | 27      | +31.607   | 4        | 8      |
| 9       | 4   | Andrea Dovizioso | Ducati      | 27      | +32.821   | 10       | 7      |
| 10      | 9   | Danilo Petrucci  | Ducati      | 27      | +34.517   | 5        | 6      |
| 11      | 25  | Maverick Viñales | Suzuki      | 27      | +39.010   | 9        | 5      |
| 12      | 68  | Yonny Hernández  | Ducati      | 27      | +41.815   | 15       | 4      |
| 13      | 45  | Scott Redding    | Honda       | 27      | +50.209   | 13       | 3      |
| 14      | 41  | Aleix Espargaró  | Suzuki      | 27      | +1:00.465 | 12       | 2      |
| 15      | 8   | Héctor Barberá   | Ducati      | 27      | +1:04.147 | 14       | 1      |
| 16      | 69  | Nicky Hayden     | Honda       | 27      | +1:05.066 | 20       |        |
| 17      | 63  | Mike Di Meglio   | Ducati      | 27      | +1:06.941 | 22       |        |
| 18      | 19  | Álvaro Bautista  | Aprilia     | 27      | +1:13.862 | 18       |        |
| 19      | 50  | Eugene Laverty   | Honda       | 27      | +1:18.706 | 19       |        |
| 20      | 6   | Stefan Bradl     | Aprilia     | 27      | +1:19.730 | 17       |        |
| 21      | 15  | Alex de Angelis  | ART         | 27      | +1:19.882 | 21       |        |
| 22      | 24  | Toni Elías       | Honda       | 27      | +1:19.934 | 23       |        |
| Ret     | 43  | Jack Miller      | Honda       | 7       | Caída     | 16       |        |
| Fuente: |     |                  |             |         |           |          |        |

### Resultados Moto2
| Pos.    | N.º | Piloto              | Constructor | Vueltas | Tiempo    | Parrilla | Puntos |
| ------- | --- | ------------------- | ----------- | ------- | --------- | -------- | ------ |
| 1       | 40  | Álex Rins           | Kalex       | 25      | 41:18.866 | 1        | 25     |
| 2       | 5   | Johann Zarco        | Kalex       | 25      | +0.482    | 8        | 20     |
| 3       | 21  | Franco Morbidelli   | Kalex       | 25      | +0.888    | 9        | 16     |
| 4       | 77  | Dominique Aegerter  | Kalex       | 25      | +1.719    | 11       | 13     |
| 5       | 1   | Esteve Rabat        | Kalex       | 25      | +2.963    | 2        | 11     |
| 6       | 12  | Thomas Lüthi        | Kalex       | 25      | +3.478    | 4        | 10     |
| 7       | 49  | Axel Pons           | Kalex       | 25      | +5.064    | 18       | 9      |
| 8       | 19  | Xavier Siméon       | Kalex       | 25      | +7.562    | 16       | 8      |
| 9       | 30  | Takaaki Nakagami    | Kalex       | 25      | +9.316    | 6        | 7      |
| 10      | 73  | Álex Márquez        | Kalex       | 25      | +9.801    | 13       | 6      |
| 11      | 25  | Azlan Shah          | Kalex       | 25      | +9.899    | 12       | 5      |
| 12      | 94  | Jonas Folger        | Kalex       | 25      | +10.108   | 5        | 4      |
| 13      | 95  | Anthony West        | Speed Up    | 25      | +17.106   | 23       | 3      |
| 14      | 23  | Marcel Schrötter    | Tech 3      | 25      | +25.187   | 19       | 2      |
| 15      | 70  | Robin Mulhauser     | Kalex       | 25      | +32.587   | 21       | 1      |
| 16      | 39  | Luis Salom          | Kalex       | 25      | +37.611   | 20       |        |
| 17      | 2   | Jesko Raffin        | Kalex       | 25      | +38.889   | 24       |        |
| 18      | 10  | Thitipong Warokorn  | Kalex       | 25      | +49.094   | 27       |        |
| 19      | 66  | Florian Alt         | Suter       | 25      | +59.167   | 28       |        |
| Ret     | 55  | Hafizh Syahrin      | Kalex       | 24      | Caída     | 14       |        |
| Ret     | 22  | Sam Lowes           | Speed Up    | 20      | Caída     | 7        |        |
| Ret     | 97  | Xavier Vierge       | Tech 3      | 20      | Caída     | 25       |        |
| Ret     | 4   | Randy Krummenacher  | Kalex       | 18      | Retirado  | 15       |        |
| Ret     | 96  | Louis Rossi         | Tech 3      | 15      | Retirado  | 26       |        |
| Ret     | 15  | Ratthapark Wilairot | Suter       | 14      | Caída     | 22       |        |
| Ret     | 36  | Mika Kallio         | Kalex       | 11      | Retirado  | 3        |        |
| Ret     | 11  | Sandro Cortese      | Kalex       | 10      | Caída     | 10       |        |
| Ret     | 60  | Julián Simón        | Speed Up    | 6       | Retirado  | 17       |        |
| Fuente: |     |                     |             |         |           |          |        |

### Resultados Moto3
| Pos.    | N.º | Piloto                 | Constructor | Vueltas | Tiempo    | Parrilla | Puntos |
| ------- | --- | ---------------------- | ----------- | ------- | --------- | -------- | ------ |
| 1       | 11  | Livio Loi              | Honda       | 23      | 40:50.747 | 26       | 25     |
| 2       | 17  | John McPhee            | Honda       | 23      | +38.860   | 18       | 20     |
| 3       | 65  | Philipp Öttl           | KTM         | 23      | +57.781   | 34       | 16     |
| 4       | 5   | Romano Fenati          | KTM         | 23      | +1:15.296 | 11       | 13     |
| 5       | 32  | Isaac Viñales          | KTM         | 23      | +1:19.814 | 20       | 11     |
| 6       | 33  | Enea Bastianini        | Honda       | 23      | +1:23.801 | 4        | 10     |
| 7       | 23  | Niccolò Antonelli      | Honda       | 23      | +1:24.586 | 8        | 9      |
| 8       | 41  | Brad Binder            | KTM         | 23      | +1:24.659 | 6        | 8      |
| 9       | 9   | Jorge Navarro          | Honda       | 23      | +1:25.292 | 9        | 7      |
| 10      | 88  | Jorge Martín           | Mahindra    | 23      | +1:35.105 | 10       | 6      |
| 11      | 20  | Fabio Quartararo       | Honda       | 23      | +1:35.784 | 5        | 5      |
| 12      | 98  | Karel Hanika           | KTM         | 23      | +1:35.801 | 13       | 4      |
| 13      | 55  | Andrea Locatelli       | Honda       | 23      | +1:35.913 | 21       | 3      |
| 14      | 95  | Jules Danilo           | Honda       | 23      | +1:36.059 | 15       | 2      |
| 15      | 44  | Miguel Oliveira        | KTM         | 23      | +1:43.203 | 2        | 1      |
| 16      | 19  | Alessandro Tonucci     | Mahindra    | 23      | +1:49.006 | 25       |        |
| 17      | 2   | Remy Gardner           | Mahindra    | 22      | +1 vuelta | 17       |        |
| 18      | 58  | Juan Francisco Guevara | Mahindra    | 22      | +1 vuelta | 22       |        |
| 19      | 29  | Stefano Manzi          | Mahindra    | 22      | +1 vuelta | 33       |        |
| 20      | 16  | Andrea Migno           | KTM         | 22      | +1 vuelta | 28       |        |
| 21      | 52  | Danny Kent             | Honda       | 22      | +1 vuelta | 1        |        |
| 22      | 84  | Jakub Kornfeil         | KTM         | 22      | +1 vuelta | 16       |        |
| 23      | 24  | Tatsuki Suzuki         | Mahindra    | 22      | +1 vuelta | 27       |        |
| 24      | 6   | María Herrera          | Husqvarna   | 22      | +1 vuelta | 23       |        |
| 25      | 63  | Zulfahmi Khairuddin    | KTM         | 22      | +1 vuelta | 3        |        |
| 26      | 76  | Hiroki Ono             | Honda       | 22      | +1 vuelta | 14       |        |
| 27      | 40  | Darryn Binder          | Mahindra    | 22      | +1 vuelta | 32       |        |
| 28      | 48  | Lorenzo Dalla Porta    | Husqvarna   | 22      | +1 vuelta | 30       |        |
| 29      | 12  | Matteo Ferrari         | Mahindra    | 22      | +1 vuelta | 31       |        |
| 30      | 31  | Niklas Ajo             | KTM         | 22      | +1 vuelta | 19       |        |
| 31      | 91  | Gabriel Rodrigo        | KTM         | 22      | +1 vuelta | 29       |        |
| 32      | 10  | Alexis Masbou          | Honda       | 22      | +1 vuelta | 12       |        |
| Ret     | 7   | Efrén Vázquez          | Honda       | 15      | Retirado  | 7        |        |
| Ret     | 21  | Francesco Bagnaia      | Mahindra    | 11      | Caída     | 24       |        |
| Fuente: |     |                        |             |         |           |          |        |